# Das Geheimnis der schwarzen Koffer
Das Geheimnis der schwarzen Koffer ist ein deutscher Kriminalfilm, der vom 17. November bis 22. Dezember 1961 unter der Regie von Werner Klingler in West-Berlin gedreht wurde. Die Verfilmung des Romans Der Tod packt seinen Koffer (Originaltitel: Death Packs a Suitcase) von Bryan Edgar Wallace war zugleich der erste von insgesamt zehn Bryan-Edgar-Wallace-Filmen von Artur Brauners CCC-Film, mit denen der Filmproduzent am Erfolg der 1959 gestarteten Edgar-Wallace-Serie der Konkurrenz teilhaben wollte. Der Schwarzweißfilm (Originalaufnahme auf 35 mm im Format 1,66:1 in Mono) wurde am 23. Februar 1962 in den bundesdeutschen Kinos gestartet.

## Handlung
Eine makabere Mordserie schreckt die Bürger Londons auf. Alle Opfer finden kurz vor ihrem Ableben ihren fertig gepackten Koffer. Danach lässt ein maskierter Messerwerfer nicht lange auf sich warten.

### Mord an Forester
Der Film beginnt nicht mit dem ersten Mord der Serie, sondern zeigt einen Mann (Mr. Forester), welcher sich auf dem Weg zu seinem Hotel (Bishop's Hotel) befindet. Vor der Tür kauft er schnell noch Streichhölzer von einem im Rollstuhl sitzenden Bettler (Ponko), der später auch an weiteren Orten auftauchen wird. Forester will abreisen und gibt entsprechende Anweisungen an die Rezeption. In seinem Zimmer angekommen stellt er überrascht fest, dass seine beiden Koffer bereits gepackt worden sind. Er will sich bei der Zimmerdame bedanken, die gerade zur Hilfe kommt, diese rennt jedoch entsetzt zur Rezeption. Auch der Portier erkennt die bedrohliche Lage seines Gastes, von der dieser allerdings nichts ahnt. In der Vergangenheit wurden Personen in London, denen kurz zuvor ebenfalls die Koffer unerwartet gepackt wurden, umgehend ermordet. Der Portier bestellt sofort ein Taxi (Minicab) um Forester in Sicherheit zu bringen, aber beim Einstieg wird dieser von einem Wurfmesser tödlich in den Rücken getroffen. Täter ist ein maskierter Mann, der spurlos verschwindet.
Sergeant Cannings im Scotland Yard, der Portier hatte die Polizei verständigt, versucht den zuständigen Inspektor Robert Finch zu Hause zu erreichen. Dabei orakelt Chefinspektor Ellison darüber, dass die Nicht-Aufklärung der Mordserie Finch seine Karriere kosten könnte. Finch, der in der Badewanne sitzt und eigentlich seinen Vetter aus Schottland erwartet, kann endlich informiert werden. Dann taucht auch noch Curtis bei Finch auf, der sich gerade eilig ankleidet und den gemeinsamen Reitausflug fürs Wochenende absagen muss.
Inspektor Finch trifft endlich vor dem Hotel (Bishop's Street) ein und sieht dort an der Leiche Dr. Bransby, der zufällig am Tatort vorbeigekommen sein will und die Leiche in Augenschein genommen hatte. Auch Vetter Arnold Wickerley war bereits länger am Tatort und trägt ein Tonbandgerät mit sich, da er zum Tonjäger geworden sein will. Reporter sind am Tatort erschienen und so erfährt der Zuschauer, das der Tote das vierte Opfer der Serie ist. Es fällt nun auf, dass ein Gepäckstück des Opfers fehlt und nicht mehr aufgefunden werden kann.

### Wer ist Curtis?
Ein kleiner Ganove steigt durch ein offenes Fenster in die Villa von Curtis und findet im Schreibtisch umgehend dessen Pass, der diesen als Humphrey Curtis aus Texas ausweist. Curtis überrascht den Eindringling, der seine Identität in Frage stellt, da er den richtigen Curtis als kleinen Mann (außerdem sei ein Bein kürzer) in Texas kennengelernt habe. Für dieses Geheimnis soll Curtis Schweigegeld zahlen. Dieser geht jedoch nicht auf den Erpressungsversuch ein und bestätigt die Vorhaltung auch nicht. Vielmehr gibt er zu erkennen, das er die zurückliegenden Ausspähungen bereits bemerkt habe und spricht nun seinerseits den Erpresser mit seinem Namen Tom Garnett an. Er hält diesem nun vor, ein Ausbrecher aus Dartmoor zu sein. Mit diesem Wissen verunsichert Curtis Garnett, der sich nun seiner Sache nicht mehr sicher ist. Da Curtis vorgibt Kriminalschriftsteller zu sein und gute Kontakte zur Polizei zu haben, wobei er durch ein Fenster auf den eintreffenden Inspektor Finch zeigt, zieht Garnett es vor kleinlaut zu verschwinden.
Finch, der seinen Vetter im Schlepptau hat, will das kriminologische Wissen von Curtis anzapfen und fragt nach Mördern aus dem Artistenumfeld, da der Täter offenbar in der Lage war, seine Opfer aus bis zu 15 m mit den eingesetzten Wurfmessern tödlich ins Herz zu treffen. Curtis zeigt sein Buch Artisten und ihre Verbrechen vor, mahnt aber an das der Mörder nicht automatisch auch Artist sein müsse. Curtis weist auch auf einen weiteren modus operandi hin: die gepackten Koffer. Auf seine Frage ob in diesen Koffern etwas gefunden worden sei, verneint Finch und verweist auf das verschwundene Gepäckstück beim aktuellen Fall. Vetter Wickerly fällt nun ein, das der Arzt am Tatort sich augenscheinlich für die Koffer interessiert habe. Nebenbei erfährt der Zuschauer, dass der US-Amerikaner Curtis sich seit einem Jahr in London aufhält, da hier die Kriminalfälle interessanter seien.

### Dr. Bransby
Finch sucht die Arztpraxis des Arztes auf. Dieser ist überhaupt nicht bei der Sache, wimmelt eine Patientin geradezu ab und schließt ein Gepäckstück in einen Schrank ein. Währenddessen erkennt Finch im Vorraum in der Praxishelferin eine Frau (Susan Brown) wieder, die er vor drei Wochen an einer Haltestelle kennengelernt und ein Taschentuch gegeben hatte. Finch fragt den Arzt direkt nach dem verschwundenen Gepäckstück, dieser gibt vor von nichts zu wissen und wirkt vergesslich und alt. Susan unterrichtet Dr. Bransby von einem per Telefon avisierten Notfall, woraufhin Dr. Bransby die Praxis verlässt. Finch würde nun gerne die Räumlichkeiten inoffiziell in Augenschein nehmen, aber Susan Brown stört ihn und auch der Versuch sie zum Essen einzuladen scheitert.
Dr. Bransby erreicht seinen Patienten an der angegebenen Adresse. Der Patient (Mr. Kudernacz) verlangt eine Spritze, hat aber nicht nur Fieber, sondern vor allem Todesangst. Er vermutet das nächste Opfer der Mordserie zu werden, wie einer seiner Freunde (vermutlich Forester). Ein weiterer Freund (Mr. Beach) habe ihn auf den Arzt aufmerksam gemacht; von diesem will er fit gespritzt werden um in einer Stunde per Dampfer fliehen zu können. Während dieser Unterhaltung wird im Nebenzimmer ein Koffer durch einen Unbekannten gepackt. Als Kudernacz seine Abreise beginnen will, erschrickt er über diesen gepackten Koffer und flieht in Panik. Zunächst scheint alles gut zu gehen und nach ängstlichen Minuten der Flucht zu Fuß, bringt ihn ein Minicab zu einem Zubringerboot am Fluss.
Beim Betreten des Bootes wird er allerdings doch noch von einem Wurfmesser tödlich getroffen. Finch verfolgt die Spur des neuen Opfers bis zurück zu dessen vormaligen Aufenthaltsort; es ist gleiche Adresse (Fisher Street 11), zu der Dr. Bransby gerufen worden war. In der Praxis findet Finch aber nur noch Susan Brown vor, die er diesmal erfolgreich zum Essen einladen kann. Finch vermischt dabei privates und berufliches, da er Susan nach Dr. Bransby ausfragt, den er verdächtigt. Curtis, der Finch das Restaurant empfohlen hat, betritt (eher zufällig) ebenfalls die Lokalität in Soho, stutzt und verlässt den Gastraum ohne von beiden bemerkt zu werden. Davor trifft er auf den rollstuhlfahrenden Ponko, den er offensichtlich schon länger kennt und es dabei eine Zusammenarbeit gibt. Curtis erteilt ihm einen Beobachtungsauftrag; er will insbesondere wissen, wo Inspektor Finch heute noch hingeht.

### Von der Soho-Bar in die Themse
In derselben Nacht besucht Curtis die verruchte Soho-Bar, um dort die Droge Meskadrin zu kaufen. Er wird dabei vom Geschäftsführer heimlich beobachtet, dem die ständigen Besuche von Curtis bereits aufgefallen sind. Curtis ist dabei offenbar offensiv als Drogenabhängiger aufgetreten und konnte dabei die Sängerin Lissy von seiner Sucht überzeugen. Dabei scheint die Drogen starke Nebenwirkungen zu entfalten. Als eine Tänzerin sich wegen der Drogen aus dem Fenster stürzt, beruhigt Curtis die besorgte Lissy mit dem Hinweis nur wenig von der Droge zu nehmen und mit dem Konsum bald aufzuhören.
Diesmal will Curtis direkt beim Geschäftsführer der Bar kaufen, in dem er vorgibt, die gerade erworbene Menge beim Kellner würde ihm diesmal nicht ausreichen. Damit macht er sich aber weiter verdächtig, da dieser ihm vorhält, die Droge gar nicht zu konsumieren. Dabei zieht er Curtis das Taschentuch aus dem Revers, indem sich die gerade erworbenen Drogen befinden, obwohl Curtis bereits an der Bar konsumiert haben will. Curtis versucht diese Menge als seine private Eiserne Reserve auszugeben.
Der Geschäftsführer beauftragt seinen Handlanger Jack sich Curtis vorzunehmen. Diesem wird eine Falle gestellt, bei der die betäubte Sängerin Lissy auf die Straße gelegt wird. Curtis steigt aus, wird zusammengeschlagen und in den Fluss geworfen. Am nächsten Morgen wird Wickerley ihn an der Themse völlig durchnässt auffinden.

### Zuspitzungen
Am nächsten Tag kündigt Dr. Bransby seiner Assistentin Susan das baldige Ende seiner Praxis an und macht ihr einen Heiratsantrag; diese weicht einer Antwort aus. Finch erscheint erneut in der Praxis für weitere Fragen und Susan erzählt ihm von diesem Heiratsantrag. Finch – selbst interessiert – fragt Susan weiter aus, und die aus den Vereinigten Staaten stammende Susan berichtet von ihrem Bruder Oliver, an dessen Tod sie nicht glaube.
Etwa zur gleichen Zeit entführt Curtis den Geschäftsführer der Soho-Bar, den er im Keller seiner Villa an einen Stuhl fesselt und einem Dauerverhör aussetzt. Dadurch will Curtis herausfinden, von wem das Rauschgift Meskadrin stammt und wie es ausgeliefert wird. Gleichzeitig findet sich in der Villa eine Gesellschaft ein. Unter den Gästen befindet sich auch ein gewisser Beach, ein Freund des vorherigen Opfers. Er ist offenbar das nächste Opfer des Messerwerfers, da er in seinem Hotel gepackte Koffer vorgefunden hatte.
Inzwischen ist Finch informiert, dass sich an der Kleidung des ermordeten Kudernacz die Droge Meskadrin befand, und fragt Curtis nach dieser Droge, dabei fällt ihm auch die Anwesenheit von Beach auf, nicht aber, dass Curtis nur ausweichende Antworten gibt. Beach wird dann auch später auf seiner Heimfahrt in seinem Auto von dem Messerwerfer getötet, obwohl er von Finchs Beamten observiert wurde. Keiner der Gäste ahnt, was währenddessen im Keller des Hauses vor sich geht. Vetter Wickerley, der auch diesmal Finch begleitet, aber vor dem Haus geblieben ist, macht durch Zufall Aufnahmen von dem Verhör im Keller. Beim Versuch, Ratten in einem Kellerfensterschacht aufzunehmen, senkt er sein Mikrofon in den Schacht ab, ohne zu bemerken, was er wirklich mit seinem Tonband aufnimmt. Der Geschäftsführer der Soho-Bar macht gerade Angaben darüber, welche Lieferwagen ihn mit den Drogen versorgen.
Finch fragt inzwischen in seiner Wohnung Susan weiter nach ihrem Bruder aus und wie sie selber nach London gekommen sei. Susan gibt ihm bereitwillig Auskunft, aber Finch bemerkt nicht, dass Susan ihm einige Informationen vorenthält. Dabei werden beide von Wickerley gestört, der gerade im Nebenzimmer laut seine Tonbandaufnahmen abspielt. Auf diese Weise kommt aber heraus, was Wickerley wirklich auf den Bändern aufgenommen hatte und Finch erkennt Curtis Stimme. Wie aufs Stichwort erscheint Sergeant Cannings und berichtet vom vergangenen Meskadrin-Vorfällen in den USA. Da das FBI aber so keine Auskünfte geben will, will Finch vor Ort Erkundigungen einholen. Vor seinem Abflug nach New York ordnet er die Überwachung von Susan an, da er sie in Gefahr wähnt.
Am Folgetag seines Abfluges trifft sich Susan mit Curtis im Park, dieser hatte sie am Vorabend angerufen, obwohl er sie bereits im Restaurant bei Finch erkannt hatte: Susan ist seine Schwester und er ist somit Oliver Brown. Er bittet sie nach Hause zurückzukehren, da niemand in London wissen dürfe, das er noch lebe. Er erfährt nun, dass Finch gerade beim FBI vorstellig geworden ist und ahnt, dass er nicht mehr viel Zeit hat.
Beim FBI erfährt Finch inzwischen von Agent Harris von den Fällen in New York; demnach wurde der ermittelnde Beamte (Oliver Brown) selbst zum Dealer und soll in Phoenix (Arizona) beerdigt sein, so wie es auch Susan erzählt hatte. Im Grab findet sich nun aber – wie Finch erwartet – eine Leiche, die nicht zu Oliver Brown passt.
Nach London zurückgekehrt, stellt der Inspektor Susan zur Rede, da sie ihm wichtige Details (FBI-Ermittler, Verdächtiger) über ihren Bruder verschwiegen hat. Von der Exhumierung der Leiche erwähnt er nichts; Susan wiederum erzählt nicht von dem Treffen mit Curtis und dass er ihr Bruder ist, also lebt.
Curtis überwacht inzwischen das Umfeld der Soho-Bar. Ihm fällt dabei der Lieferwagen einer Bäckerei auf, an dessen Steuer Tom Garnett sitzt und er entführt den Wagen samt Fahrer, der ihn zum Hintermann des Drogenkartells bringen soll. Allerdings verunfallt der Wagen und Garnett kann zunächst fliehen. Wickerley, der die Entführungsszene beobachtet hatte und deshalb heimlich hinten eingestiegen war, bringt Curtis auf die richtige Spur. Auf einer Eisenbahnbrücke stellt Curtis Garnett und wirft ihn über die Brüstung auf die Gleise vor einen Güterzug. Curtis erkennt beim Weggehen, dass er sich in der Nähe des Schlosses Cronsdale Castle befindet.

### Endspiel
Der heimkehrende Schlossherr hat erstaunliche Ähnlichkeit mit Dr. Bransby und erläutert seiner Nichte (Diana), dass sie das Haus bald verlassen und eine junge Frau mitnehmen würden. Seine Nichte hatte ihn zuvor geärgert weil sie eine Namensliste in einem Geheimfach ihres Onkels gefunden und diese als Todesliste stilgerecht aufbereitet hatte. Aufgelistet sind die Namen von Durant, Schulz, Forester, Kudernacz, Beach, King, Vanhauten, Martell. Da die ersten fünf mit einem Todeskreuz nach dem Namen maskiert sind, handelt es sich vermutlich um die korrekte Wiedergabe der Todesserie. Beide Dokumente werden daraufhin von ihrem Onkel im Kamin verbrannt.
Sergeant Cannings klärt Finch über das Observation-Ergebnis von Susan auf. Er berichtet von dem Treffen zwischen dieser und einem Mann, den er nicht kennt. Finch, den seine Zuneigung zu Susan offenbar doch befangen macht, tippt auf Dr. Bransby. Erst als ein Eilbrief vom FBI das Foto von Oliver Brown nachliefert, erkennen beide den Mann auf dem Foto wieder und somit wird klar, dass es sich bei Curtis um Susans verschollenen Bruder handelt.
Weder Curtis noch Susan werden zu Hause angetroffen. Weil Finch Susan liebt, fürchtet er, dass diese etwas mit den kriminellen Machenschaften zu tun hat. Während der Durchsuchungsaktionen entdecken Polizeibeamte im Tresor von Curtis zahlreiche Meskadrin-Packungen. Finch findet in Bransbys Praxis einen Hinweis auf Cronsdale Castle. Mit Wickerley eilt er zum Schloss, wo er auf den Lord trifft. Ihm fällt zwar die Ähnlichkeit zu Dr. Bransby auf, aber dieser redet sich damit heraus, ein jüngerer Vetter von diesem zu sein.
Inzwischen konnte Susan entkommen und sucht in den Katakomben des Schlosses einen Ausgang. Auch Curtis ist auf dem Weg. Er hatte zunächst Halt in einer Kapelle vor dem Schloss gemacht und dort angefangen Orgel zu spielen. Wickerley, der dass hört, war deshalb nicht mit seinem Vetter zum Schloss weitergefahren, sondern wollte lieber die Orgelmusik aufnehmen. Er erkennt Curtis und folgt diesem, als der in den Untergrund der Kapelle verschwindet.
Lord und Butler sind offenbar ein eingespieltes Ganoventeam; sie gaukeln Finch vor, Dr. Bransby würde gerade das Schloss verlassen und zu seinem Wagen bei der Kapelle gehen. Der Lord behauptet eine unterirdische Abkürzung zur Kapelle zu kennen und lockt somit Finch in den Untergrund. Dort treffen nun alle aufeinander und dem skrupellosen Lord gelingt es, Finch, Susan und Curtis in ein raffiniert verstecktes Rauschgiftlaboratorium einzusperren.
Susans Bruder erzählt, dass er einst unschuldig vom FBI entlassen wurde, nachdem man bei ihm einen Koffer mit Meskadrin, Geld und ein Flugticket nach Mexiko fand. Er gesteht, hinter den Rachemorden an den Mitgliedern des Drogenkartells zu stecken. Plötzlich kippt Lord Cronsdale das Pulver der heimtückischen Todesdroge in die Ventilation des Labors. Durch Zufall kann Wickerley im letzten Moment die Panzertür öffnen.
Der herbeieilende Sergeant Cannings und einige Beamte stoppen den Fluchtwagen des Lords unmittelbar nach Abfahrt und bringen ihn zurück ins Schloss. Curtis wird nun von einem tödlichen Messer getroffen, das eigentlich dem Lord galt. Es stammt aus der Hand des vermeintlichen Bettlers Ponko, der meskadrinsüchtig ist und, ebenfalls aus Rache, die Morde ausführte, während Curtis die Koffer packte.
Finch stellt Ponko, aber es ist sein Vetter Wickerley, der diesen mit seinem Tonband von hinten außer Gefecht setzt. Das geht dabei entzwei, was Wickerley mit dem Schlusswort Ende quittiert.

## Personen und Gegenstände

### Bransby
Dr. Daniel Bransby – gespielt von Leonard Steckel – ist der geheime Kopf der Drogenbande. Eigentlich ist er der Lord von Cronsdale Castle und benutzt den Alias Dr. Bransby als vorgeschobenen Kontaktperson, um seine wahre Identität zu verschleiern. Als Dr. Bransby gibt er sich als alten senilen Mann und tarnt sich mit einer Praxis im Armenviertel.
Die Personen der Mordserie sind offenbar alles Mitglieder der Vertriebsorganisation für die Drogen, die jedoch weder den Lord kennen und auch nicht alle den Alias Dr. Bransby. Im Film wird das dadurch offengelegt, als Bransby in seiner Doktorrolle Kudernacz fragt, wie er denn auf ihn gekommen sei und dieser auf Beach verweist. Auch der Barbesitzer kann keinen Namen nennen, obwohl er von Curtis hart befragt wird.
Seine Rolle bei der Diskreditierung von Curtis in den USA bleibt unklar, hat aber Spuren hinterlassen, denn ein Landstreicher nannte Susan Brown seinen Namen, weshalb diese nach London gekommen sein will und so seine Sprechstundenhelferin wurde. Susan hält bis zu Ihrer Entführung den Doktor für einen ehrenwerten Mann. Auch Finch – obwohl eigentlich misstrauisch gegenüber Bransby – nimmt dem Lord die Vetterngeschichte ab und lässt sich die Katakomben locken. Seinem Tod entgeht der Lord nur, weil der letzte Messerwurf von Panko Curtis und nicht ihn trifft.

### Brown
Susan Brown – gespielt von Senta Berger – ist seit einem halben Jahr die Sprechstundenhilfe von Dr. Bansky. Von seiner wahren Identität ahnt sie nichts, bis sie von diesem entführt wird, da er sie zur Ehe zwingen und auf eine geplante Flucht mitnehmen will. Nach London kam sie nach eigenen Aussagen, weil ihr Bruder verschwunden war und ein Informant ihres Bruders in den USA ihr den Namen des Doktor nannte, da er den Bruder nicht mehr erreichen konnte. Dieser ist bereits ein halbes Jahr vor ihr in London unter falscher Identität als Curtis in London eingetroffen.
Curtis erkennt seine Schwester erst als diese mit Finch zum Essen ausgeht; trifft sich mit Ihr aber erst als Finch gerade zur Recherche in den USA weilt. Susan verschweigt diesen Umstand vor Finch um ihren Bruder zu schützen. Wie Susan im Film entführt wurde, wird im Film nicht gezeigt; ohne es zu ahnen führt eine lesbare gemachte Notiz von ihr Finch in das Schloss des Lords. Susan war aufgefallen, das Bansky den Lord häufig aufsuchte, aber nie eine Rechnung stellte oder ein Honorar kassierte. Sie kann sich zunächst selber befreien, weil sie den Butler des Lords austricksen kann, wird aber mit dann Finch und Ihrem Bruder im Drogenlabor eingeschlossen.
Die Rolle der Susan Brown folgt dem typischen Schema des Einbinden eines weiblichen Opfers im Wallace-Universum, wo es gilt dieses vor den Intrigen und finsteren Machenschaften zu schützen.

### Curtis
Humphrey Curtis ist die Tarn-Identität des flüchtigen Oliver Brown – gespielt von Hans Reiser. Es handelt sich offenbar um einen Identitätsdiebstahl, bei der die eigenen Identität mit der des echten toten Curtis getauscht wurde. Der Original-Curtis wird im Film nicht beleuchtet, der tödliche Unfall wird nicht geklärt; lediglich seine ungewöhnlichen Körpermaße spielen eine Rolle, da Finch dadurch sicher erkennt, dass in Browns Grab die falsche Leiche liegt.
Der falsche Curtis ist seit etwa einem Jahr in London und lebt in einer Stadtvilla. Als FBI-Agent Oliver Brown war er auf eine Meskadrin-Bande angesetzt, wird von dieser jedoch durch falsche Indizien diskreditiert. In gepackten Koffern fanden seine Kollegen Drogen, Geld und ein Flugticket nach Mexiko. Er wird daraufhin suspendiert und in eine Heilanstalt gesteckt, aus der er aber nach zwei Jahren flieht und als Curtis in London wieder auftaucht. Das seine Schwester auch in London ist, erkennt er als diese mit Finch essen geht, mit dem er sich angefreundet hatte.
Curtis ist nicht auf eine Rehabilitierung aus, sondern sinnt auf Rache, die er zusammen mit Panko ausführt. Dabei werden die gepackten Koffer – neben den Wurfmessern – zum modus operandi der Taten. Für Curtis ist dieser Ablauf wichtig, weil ihm ja auch die Koffer gepackt worden waren, als er hereingelegt wurde.
Ob Curtis selbst Meskadrin nimmt, wird im Film nicht vollständig geklärt. Die Szenen in der Bar sprechen eher dagegen, Curtis behauptet gegenüber der Tänzerin Lissy nur wenig zu nehmen, konsumiert (scheinbar) etwas an der Theke, aber der Geschäftsführer der Bar findet eine komplette Verkaufsmenge und bezweifelt den Konsum von Curtis.

### Diana
Diana – gespielt von Elfriede Irrall – ist die erwachsenen Nichte des Lords und wird zusammen mit diesem am Ende verhaftet, als sie mit ihrem Onkel zusammen im Auto fliehen will. Sie scheint von den Machenschaften Ihres Onkels nicht alles zu wissen, aber zumindest zu erahnen. Sie entdeckt in dessen Schreibtisch eine Namensliste aus der sie eine Todesurkunde fertigt, indem sie bereits tote Männer markiert. Auf ihre Loyalität scheint sich der Lord zu verlassen; ein Versprechen ihrerseits die Namensliste nie gesehen zu haben reicht ihm. Diana, deren Name im Film nicht fällt, ist sehr eifersüchtig auf andere Frauen an der Seite ihres Onkels und inspiziert die gefangene Susan Brown, lässt sie aber nicht frei. Ihren Onkel provoziert sie gerne; selbst bei der Flucht fragt sie ihren Onkel, ob er nicht etwas vergessen habe und beantwortet seine Nachfrage sarkastisch mit „Mrs. Susan“.

### Finch
Finch – gespielt von Joachim Hansen – ist ein Inspektor bei Scotland Yard und verantwortlicher Ermittler in der Mordserie mit den gepackten Koffern. Sein oberster Vorgesetzter Chefinspektor Ellison macht sich Sorgen um seine Karriere, falls er den Fall nicht löst. Zwar wird im Film das Dramaturgische Mittel der Suspense eingesetzt, der Zuschauer hat in der Regel also immer mehr Informationen als Finch, aber auch die Sorge um Susan Brown wird als Fehlleistungsquelle bei den Maßnahmen von Finch im Film angedeutet:
- Als Finch den verschwundenen Koffer zu Recht in der Arztpraxis vermutet, verfolgt er die Spur aber nicht einen einzigen Augenblick weiter, nachdem er von Susan gestört wurde.
- Dr. Bransby ist Finch durchgehend verdächtig und er beschreibt seine Augen die eines skrupellosen Geldverdieners, aber außer einer weiteren nächtlichen Befragung werden keinerlei Maßnahmen gegen den Arzt eingeleitet, so dass dieser später unbekannt verschwinden kann. Dagegen werden alle Artisten der Stadt verdachtsfrei überwacht, was zu nichts führt.
- Auf den Tonbandaufnahmen seines Vetters aus dem Keller von Curtis ergeben sich keinerlei Konsequenzen; weder wird nun im Keller der Curtis-Villa nachgeschaut noch Curtis gesucht oder überwacht. Stattdessen fliegt Finch umgehend in die USA und lässt Susan überwachen, um Sie zu schützen.
- Nach der Nachtsitzung im Yard, zu der auch Dr. Bransby vorgeladen war, was im Film nur erzählt wird, erscheint Finch erneut zur Befragung in der Praxis, stellt aber keine Fragen an Dr. Bransby, sondern ist nur mit dessen Heiratsantrag an Susan beschäftigt.
- Obwohl er die Ähnlichkeit von Dr. Bransby und dem Lord erkennt, fällt er auf die Ausrede des Lords herein, er sei der Vetter. Er bespricht sogar den Fall mit ihm – u. a. das Susan verschwunden ist – und lässt sich von ihm in die Katakomben locken.

### Gepäckstücke
Die Gepäckstücke werden von Curtis alias Oliver Brown jeweils unmittelbar vor den Morden gepackt. Obwohl Curtis damit den Opfern einen Hinweis auf sich selbst geben will, da ihm dereinst in den USA auch die Koffer gepackt worden waren, erkennt keines der Opfer diesen Zusammenhang. Forester scheint sogar nichts von der Mordserie zu wissen und Beach hält, trotz des Todes von Kudernacz, den er persönlich kennt, alles für einen Scherz.
Nach dem Kofferpacken erfolgt mehr oder minder schnell die Ermordung durch Panko. Die verschwundene Reisetasche wird während des Films nicht wieder aufgespürt. Warum der Arzt sie mitgenommen hatte, bleibt unklar und wird im Film nicht aufgelöst. Vermutlich sind aber Drogen in dem Gepäckstück, da Dr. Bransby in einer Szene Packungen entnimmt, die den Meskadrin-Packungen ähnlich sehen, die im Tresor von Curtis gefunden werden.
Treppenwitz am Ende des Films: Sergeant Cannings eilt nur deshalb so schnell zur Hilfe und stoppt das Fluchtauto des Lords, weil in der Wohnung von Finch gepackte Koffer vorgefunden wurden. Diese hatte Finch aber selber schon für das kommende Wochenende bereitgestellt.

### Garnett
Tom Garnett – gespielt von Zeev Berlinsky – scheint nur ein kleiner Ganove zu sein, als er Curtis mit dessen Identität erpressen will. Allerdings stellt sich später heraus, dass er der Drogenkurier ist, der mit Lieferwagen die Drogen in die Soho-Bar bringt. Im Gegensatz zu anderen Mitgliedern der Drogenbande scheint er aber die Herkunft der Drogen zu kennen. Als er von Curtis samt Lieferwagen entführt wird, kann er zwar noch einen Unfall herbeiführen und fliehen. Er wird allerdings von Curtis eingeholt, von einer Eisenbahnbrücke gestürzt und vor einen Güterzug geworfen. Curtis fällt auf, dass er sich in der Nähe des Schlosses Cronsdale Castle befindet und wird dieser Spur nachgehen.

### Meskadrin
Diese fiktive Droge wird im Film in Tablettenform verkauft und soll ein synthetischer Meskalin-Clon sein, der allerdings hoch giftig sei. Produzent ist Lord Cronsdale alias Dr. Bransby, der unter seinem Ansitz ein unterirdisches Drogenlabor betreibt. Die Droge kann Süchtige in den Selbstmord treiben, was im Film durch den Fenstersturz einer Tänzerin untermauert wird. Auch Messermörder Panko soll durch die Droge nur noch kurze Zeit zu leben haben. Die Droge wird mit Lieferwagen insbesondere in die Soho-Bar gebracht. Die Ermordeten scheinen alle Mitglieder der Bande zu sein, aber keiner hatte, ebenso wenig auch der Geschäftsführer der Soho-Bar, Kontakte zum Lord. Allenfalls Mr. Beach scheint Dr. Barnby zu kennen, da er diesen an Kudernacz empfiehlt. Alle scheinen Handelsvertreter in Meskadrin zu sein; einer hat den FBI-Agenten Oliver Brown mit falschen Indizien belastet, indem er ihm u. a. 5 kg der Droge in sein Gepäck geschmuggelt hatte.

### Minicab
In den Mordfällen Forester und Mr. Kudernacz spielen zwei Minicabs eine Rolle. Es handelt offensichtlich sogar um dasselbe Fahrzeug, was am Nummernschild PGT 741 zu erkennen ist. Dieser Umstand hat aber keinen dramatischen Bedeutung im Film. Kudernacz hält das Minicab zudem mitten auf einem Feld- oder Parkweg an, was als kleiner Filmfehler gewertet könnte, da Minicabs nur telefonisch geordert werden konnten und unterwegs keine Fahrgäste aufnehmen durften.

### Ponko
Ponko – gespielt von Peter Carsten – ist ein rollstuhlfahrender Straßenhändler und Hausierer mit Sonnenbrille, der Streichhölzer und Rasierklingen verkauft. Derartige sozial unsichtbare Personen spielen auch in gleichartigen Filmen des Genres eine Rolle, wie z. B. in Die toten Augen von London. Bei Ponko ist die Rolle komplette Fassade; er ist ein großer, kräftiger, nicht gehbehinderter Mann, der Wurfmesser mit hoher Genauigkeit ins Ziel bringen kann und nach den Taten wieder in seine Rolle schlüpft.
Die Herkunft von Ponko wird im Film nicht geklärt; auch nicht wie die Verbindung zu Curtis alias Oliver Brown entstanden ist. Beide verfolgen in Kooperation ihren Racheplan an der Meskadrin-Bande. Curtis packt immer die Koffer und Ponko schlägt danach mit seinen Messern zu. Die Motive bei Ponko liegen dabei in seiner Drogensucht begründet, die seine Lebenszeit auf wenige Monate reduziert hat. Ob Ponko auch in den USA für Curtis tätig war und als Landstreicher die Schwester kontaktierte, bleibt im Film unklar.

### Tonbandgeräte
Vetter Wickerley benutzt im Film ein mobiles Tonbandgerät, mit welchem er zufällig eine entscheidende Aufnahme aus dem Keller von Curtis Villa macht, als er eigentlich Ratten in einem Kellerschacht aufnehmen will. In der Regel kommentiert er seine Aufnahmen und beendet diese mit dem Wort Ende. So auch als er am Schluss des Films mit seinem Tonbandgerät Panko niederschlägt und dabei das Gerät zerstört.
In Der grüne Bogenschütze von 1961 kam neben einer sperrigen Filmkamera auch ein Tonbandgerät zum Einsatz, was in diesem Film offensichtlich adaptiert wurde. Im zweiten Film der Bryan-Edgar-Wallace-Reihe (Der Würger von Schloss Blackmoor) ist es dann Walter Giller als Lord Edgar Blackmoor der das Motiv wiederholt und ein Tonband für Vogelstimmaufnahmen einsetzt.
Ein weiteres (stationäres) Tonbandgerät wird von Curtis eingesetzt. Mit einer Dauerschleife der immer gleichen Fragen setzt er dem Betreiber der Soho-Bar einem quälenden Verhör in seinem Keller aus, bis dieser endlich auspackt.

### Wickerley
Arnold Wickerley – gespielt von Chris Howland – ist der Vetter von Inspektor Finch aus Schottland. Er ist zu Besuch von London und oft im Schlepptau von diesem. Er ist immer irgendwie am richtigen Ort:
- Beim ersten Mord im Film ist er am Tatort und liefert später den Hinweis, wer den Koffer haben könnte.
- Er findet Curtis durchnässt auf einem Schiff, nachdem der in der Nacht zuvor dort fast umgebracht worden wäre.
- Auf seiner Tonbandaufnahmen aus dem Keller kann Finch Curtis identifizieren.
- Wickerley observiert Dr. Bransby, verliert ihn nur dadurch, da dieser Nachts zum Yard vorgeladen wird und von dort unbekannt verschwinden kann.
- Als Curtis den Lieferwagen entführt, steigt Wickerley heimlich zu, kann auf diese Weise Curtis nach dem Unfall helfen und die richtige Spur weisen.
- Wickerley verfolgt Curtis bei dessen Weg in die Katakomben unter Schloss und Kapelle, wodurch er letztendlich alle rettet, da er die verschlossene Panzertür mit seinem Schirm öffnet.
- In der Schlussszene wird Panko zwar von Finch gestellt, aber von Wickerley niedergeschlagen, womit der Film endet.

Die Motivation von Wickerley wird im Film nicht geklärt. In anderen Filmen des Genre werden derartige Häufungen von Zufällen in der Regel durch eine geheime Rolle des Protagonisten aufklärt, wie u.a in Der Hexer, wo der Kriminalschriftsteller James W. Wesby sich als australischer Polizist entpuppt. Die Rolle des geheimen Ermittlers im Film war aber schon mit Curtis besetzt. Chris Howland sollte in seiner skurrilen Rolle in diesem Bryan Edgar Wallace offensichtlich das Äquivalent zu Eddi Arent aus den Edgar-Wallace-Filmen sein, der insbesondere in seiner Rolle in Der grüne Bogenschütze von 1961 eine sperrige Filmkamera – aber auch ein Tonbandgerät – mit sich herumschleppte.

### Wurfmesser
Die Wurfmesser kommen zum Einsatz nachdem den Opfer die Koffer gepackt wurden. Sie werden mit Präzession durch Panko über eine Entfernung von bis zu 15 m geschleudert. Im Fall von Mr. Beach wird dieser sogar in seinem fahrenden Cabrio von hinten getroffen. Nur im letzten Fall trifft Panko Curtis statt Lord Cronsdale, weil dieser unwissentlich die Wurfbahn kreuzt. Der Wurf mit dem Messer wird durch künstliche optische und akustische Filmeffekte unterstützt; es gibt ein typisches Wurfgeräusch und die Messer reflektieren blitzartig das Licht insbesondere während des Wurfes und bei ihrem Einschlag.
Der mexikanische Geschäftsmann Pedro Gonzalez, der als Experte im Film befragt wird, gibt einen vagen Hinweise auf die asiatische Herkunft der Messer, die durchnummeriert sind. Auch Finch versucht sich im Yard mit einem der Tatmesser, verfehlt aber dass Ziel während sein Vetter überraschend trifft.
Dieses exotische Tötungsinstrument reiht sich damit in zahlreiche ungewöhnliche Waffen des Wallace-Universums ein; im stilgebenden Erstling Der Frosch mit der Maske von 1959, der auch diesen Film inspiriert hat, ist es z. B. eine moderne Unterwasser-Harpune.

## Entstehungsgeschichte

### Vorgeschichte
Die seit 1959 von Constantin Film vermarkteten Edgar-Wallace-Filme der Rialto Film entwickelten sich zu einer der erfolgreichsten Kinoserien der deutschen Filmgeschichte. 1960 startete der bereits in den 1950er Jahren etablierte Filmproduzent Artur Brauner mit den Doktor-Mabuse-Filmen eine eigene Filmserie, die zwar ebenfalls von Constantin Film bzw. vom Prisma-Filmverleih vertrieben wurden, als Krimis jedoch in Konkurrenz zu den Wallace-Filmen der Rialto standen. Aufgrund der Beschränkung auf die Titelfigur und der Tatsache, dass Kriminalfilme weiterhin enormen Erfolg versprachen, nahm Artur Brauner Anfang der 1960er Jahre Kontakt mit Bryan Edgar Wallace auf. Der 1904 geborene Sohn des bekannten Schriftstellers Edgar Wallace hatte selbst bereits einige Romane verfasst, die vor allem von Science-Fiction und Weltbeherrschungsplänen handelten. Brauner erwarb die Verfilmungsrechte für die Romanvorlagen und das Recht, den Namen Bryan Edgar Wallace für frei erfundene Filmstoffe zu verwenden.

### Vorproduktion und Drehbuch
Für den ersten Bryan-Edgar-Wallace-Film wählte Brauner die 1961 erstmals erschienene Romanvorlage Death Packs a Suitcase (dt. Titel: Der Tod packt seinen Koffer). Bei dem Namen Percy Allan, der als Drehbuchautor angegeben ist, handelt es sich laut mehrerer Quellen um Gustav Kampendonk. Es war seinerzeit auch üblich, dass ein Pseudonym gewählt wurde, wenn das Drehbuch durch mehrere Autoren, den Produzenten oder den Regisseur überarbeitet wurde. Bei der 1972 realisierten Neuverfilmung Der Todesrächer von Soho sind der Regisseur Jess Franco und Art Bernd, ein Pseudonym Artur Brauners, als Drehbuchautoren genannt.
Weil der Film durch den Gloria-Filmverleih verliehen wurde, standen Artur Brauner weder Regisseure noch Darsteller zur Verfügung, die vertraglich an Rialto Film oder den Constantin-Filmverleih gebunden waren. Die Liste der Darsteller führte aber dennoch zahlreiche namhafte Schauspieler. Einige von ihnen, darunter Senta Berger, waren seinerzeit vertraglich an Brauners CCC-Film gebunden.
Der seit den 1930er Jahren erfolgreiche Regisseur Werner Klingler hatte in seiner Laufbahn bereits mehrere erfolgreiche Kriminalfilme inszeniert, darunter Der Verteidiger hat das Wort (1944), Razzia (1947) und Spion für Deutschland (1956). Der renommierte Kameramann Richard Angst war 1961 bereits für den Edgar-Wallace-Krimi Die seltsame Gräfin tätig.
Abschlussfilm von Dorothea Sudermann.

### Dreharbeiten
Die Dreharbeiten fanden vom 17. November bis 20. Dezember 1961 in West-Berlin sowie in den CCC-Studios in Berlin-Haselhorst statt. Als Filmarchitekten wurden Paul Markwitz und Wilhelm Vorwerg verpflichtet. Für die Kostümberatung war Vera Mügge verantwortlich. Produktionsleiter war Erwin Gitt.
Im Film sind folgende Drehorte zu sehen:
- Palais Mendelssohn, Bismarckallee / Herthastraße, Berlin-Grunewald: Cronsdale Castle
- Villa, Wildpfad 22, Berlin-Grunewald: Villa Curtis
- Friedrich-Krause-Ufer 23/24 (Berlin-Spandauer Schifffahrtskanal), Berlin-Moabit: Restaurant Roma, Schrottplatz, Themse
- Westhafen, Berlin-Moabit: Londoner Hafen
- Eisenbahnbrücke (Wiesendamm), Berlin-Ruhleben: Verfolgung von Garnett
- Behnitz, Berlin-Spandau
- Fischerstraße / Wasserstraße, Berlin-Spandau: Straße vor Bishop’s Hotel
- Gatower Straße / Straße 270, Berlin-Spandau: Landstraße
- Hoher Steinweg 6, Berlin-Spandau: Fisher Street, Treppenhaus und Hof Kudernacz
- Kirche St. Maria, Hilfe der Christen am Askanierring (heute Flankenschanze), Berlin-Spandau: Schlosskapelle
- Plantage 10/11, Berlin-Spandau: Haus Dr. Bransby
- Zitadelle Spandau: Katakomben von Schloss Cronsdale
- Jagdschloss Glienicke, Berlin-Wannsee: Verlassener Trakt von Schloss Cronsdale
- Glienicker Park (u. a. Klosterhof), Berlin-Wannsee: Hyde Park, Wald, Park von Schloss Cronsdale
- Nordufer / Föhrer Straße, Berlin-Wedding
- Robert-Koch-Institut am Nordufer, Berlin-Wedding: Scotland-Yard-Gebäude

Außerdem wurden etwa 10 bis 12 Minuten Film an Originalschauplätzen in London gedreht, allerdings ohne Mitwirkung von Darstellern. Im Film ist auch eine Aufnahme der Skyline von New York City zu sehen, die vermutlich aus einem anderen Film stammt.

### Filmmusik
Der Filmkomponist Gert Wilden wählte bei der Filmmusik ein außergewöhnliches Orchester aus vier Gitarren, drei Schlagzeugen, einem Cembalo sowie einem Bass. Vier Musiktitel des Soundtracks erschienen im Jahr 2000 auf der CD Kriminalfilmmusik No. 4:
1. Titelmusik 1:39
2. Verfolgungsthema 0:47
3. Susan im Schloß 1:39
4. Flucht durch den Park 2:28

Der auf mehreren CD-Veröffentlichungen befindliche Titel Cool Blues ist im Film nicht zu hören.

## Rezeption
Der Film hatte während der Produktionszeit mehrere Arbeitstitel wie Ein Toter packt die Koffer, Das Schloß des Grauens und Das Schloß des Schreckens. Die FSK gab den Film nach einer Prüfung am 8. Februar 1962 ab 16 Jahren frei. Von den meisten Kritikern wurde der Film, wie üblich, als typisches Serienprodukt im Edgar-Wallace-Stil wahrgenommen, ohne jedoch auf künstlerische oder filmtechnische Details einzugehen. Wie bei den echten Edgar-Wallace-Filmen konnte dies dem Erfolg an der Kinokasse kaum etwas anhaben. Der nur eine Woche später gestartete Wallace-Film Das Rätsel der roten Orchidee, der von Horst Wendlandts Rialto Film hergestellt wurde, hatte deutlich weniger Zuschauer als seine Vorgänger. Dies war zum Teil auf die neue Konkurrenz durch Brauners Bryan-Edgar-Wallace-Film zurückzuführen. Bei den damals durchgeführten Umfragen des Fachblattes Filmecho/Filmwoche, bei denen die Kinobetreiber aktuelle Filme auf einer Skala von 1 (ausgezeichnet) bis 7 (sehr schlecht) bewerteten, schnitt der Film mit der Note 3,3 ab. Zum Vergleich: Die im gleichen Jahr veröffentlichten Filme Das Rätsel der roten Orchidee (3,1), Die Tür mit den sieben Schlössern (2,5) und Der Teppich des Grauens (3,0).
Das Geheimnis der schwarzen Koffer wurde auch im Ausland vermarktet und lief dort unter anderem unter den folgenden Titeln:
- Frankreich: Le secret des valises noires
- Griechenland: To mystiko tis mavris valitsas
- Italien: Il pugnale siamese
- Niederlande: Het geheim van de zwarte koffer
- Portugal: O Segredo das Malas Pretas
- Schweden: Mannen i svart
- Spanien: El misterio de la maleta negra
- Vereinigte Staaten: The Secret of the Black Trunk

1972 brachte Artur Brauner mit dem von Trash-Regisseur Jess Franco inszenierten Streifen Der Todesrächer von Soho eine wenig erfolgreiche Neuverfilmung des Stoffes in die Kinos. Das Geheimnis der schwarzen Koffer wurde bereits mehrfach im Fernsehen gezeigt sowie auf VHS und in der Originalfassung auf DVD veröffentlicht.

### Kritiken
„Dieser Kriminalfilm nach Motiven von Altmeister Wallace ist jedoch leicht und frisch gedreht. Gebrauchsanweisung für die spannende Gruselmahlzeit: Nichts ernst nehmen und ordentlich lachen, denn schließlich ist Chris Howland mit von der Partie.“

„Eine nicht übel erdachte, nur in ihrer Endlösung schwer zu überblickende Geschichte, die in gut gestelltem Londoner Milieu […] einige Spannung vermittelt.“

„Rauschgiftschmuggel und Messermorde nach Edgar-Wallace-Schablone in einem durchschnittlichen Kriminalfilm mit unfreiwillig komischen Einlagen.“

## Hörbuch
- Das Geheimnis der schwarzen Koffer. Ein Hörspiel nach dem Original-Kinofilm von 1962. Manuskript und Regie: Susa Gülzow. Eichborn Verlag. Frankfurt am Main 2010. ISBN 978-3-8218-6313-9